# Walid Cherif
Walid Cherif (født 9. marts, 1978, arabisk: وليد شريف) er en tunesisk bokser, som vandt en guldmedalje i 2003 under All-Africa Games i Abuja, Nigeria.
Han deltog også under Sommer-OL 2004. Der blev han slået ud i første runde i vægtklassen fluevægt Fluevægt (51 kg) af georgiskes Nikoloz Izoria.
Cherif deltog også under Sommer-OL 2004. Han slog den australske bokser Stephen Sutherland og den sydkoreanske VM-mester Lee Ok-Sung før han tabte med 5:7 til Vincenzo Picardi i kvartfinalen. Han deltog for Afrika under VM i boksning 2005 i Moskva. Rusland.